# Evezés a 2012. évi nyári olimpiai játékokon
A 2012. évi nyári olimpiai játékokon az evezésben tizennégy versenyszámot rendeztek. A versenyeket július 28. és augusztus 4. között tartották.
Magyarországot Simon Béla és Széll Domonkos képviselte a férfi kormányos nélküli kettes versenyszámban, valamint Hirling Zsolt és Varga Tamás könnyűsúlyú férfi kétpárban.
A magyar kettes kiesett a reményfutamban, a kétpár viszont 5. lett a B-döntőben, így összesítésben 11. helyen zárt.

## Eseménynaptár
| S | Selejtezők | ¼ | Negyeddöntők | ½ | Elődöntők | D | Döntő |

| júl./aug.                            | 28 | 29 | 30 | 31 | 1 | 2 | 3 | 4 |
| ------------------------------------ | -- | -- | -- | -- | - | - | - | - |
| Egypárevezős                         | S  | S  |    | ¼  | ½ |   | D |   |
| Kétpárevezős                         | S  | S  |    | ½  |   | D |   |   |
| Könnyűsúlyú kétpárevezős             | S  |    |    | S  | ½ | ½ |   | D |
| Kormányos nélküli kettes             | S  |    | S  |    | ½ |   | D |   |
| Négypárevezős                        | S  |    | S  |    | ½ |   | D |   |
| Kormányos nélküli négyes             |    |    | S  | S  |   | ½ |   | D |
| Könnyűsúlyú kormányos nélküli négyes | S  | S  |    | ½  |   | D |   |   |
| Nyolcas                              | S  |    | S  |    | D |   |   |   |

| júl./aug.                | 28 | 29 | 30 | 31 | 1 | 2 | 3 | 4 |
| ------------------------ | -- | -- | -- | -- | - | - | - | - |
| Egypárevezős             | S  | S  |    | ¼  |   | ½ |   | D |
| Kétpárevezős             |    |    | S  | S  |   |   | D |   |
| Könnyűsúlyú kétpárevezős |    | S  |    | S  |   | ½ |   | D |
| Kormányos nélküli kettes | S  |    | S  |    |   | D |   |   |
| Négypárevezős            | S  |    | S  |    | D |   |   |   |
| Nyolcas                  |    | S  |    | S  |   | D |   |   |

## Összesített éremtáblázat
(A táblázatokban a rendező ország sportolói eltérő háttérszínnel, az egyes számoszlopok legmagasabb értéke vagy értékei vastagítással kiemelve.)
| A 2012. évi nyári olimpiai játékok éremtáblázata evezésben | A 2012. évi nyári olimpiai játékok éremtáblázata evezésben | A 2012. évi nyári olimpiai játékok éremtáblázata evezésben | A 2012. évi nyári olimpiai játékok éremtáblázata evezésben | A 2012. évi nyári olimpiai játékok éremtáblázata evezésben | Olimpia  |
| ---------------------------------------------------------- | ---------------------------------------------------------- | ---------------------------------------------------------- | ---------------------------------------------------------- | ---------------------------------------------------------- | -------- |
|                                                            | Ország                                                     | Arany                                                      | Ezüst                                                      | Bronz                                                      | Összesen |
| 1.                                                         | Nagy-Britannia (GBR)                                       | 4                                                          | 2                                                          | 3                                                          | 9        |
| 2.                                                         | Új-Zéland (NZL)                                            | 3                                                          | 0                                                          | 2                                                          | 5        |
| 3.                                                         | Németország (GER)                                          | 2                                                          | 1                                                          | 0                                                          | 3        |
| 4.                                                         | Dánia (DEN)                                                | 1                                                          | 1                                                          | 1                                                          | 3        |
| 5.                                                         | Csehország (CZE)                                           | 1                                                          | 1                                                          | 0                                                          | 2        |
| 6.                                                         | Egyesült Államok (USA)                                     | 1                                                          | 0                                                          | 2                                                          | 3        |
| 7.                                                         | Dél-afrikai Köztársaság (RSA)                              | 1                                                          | 0                                                          | 0                                                          | 1        |
| 7.                                                         | Ukrajna (UKR)                                              | 1                                                          | 0                                                          | 0                                                          | 1        |
|                                                            |                                                            |                                                            |                                                            |                                                            |          |
| 9.                                                         | Ausztrália (AUS)                                           | 0                                                          | 3                                                          | 2                                                          | 5        |
| 10.                                                        | Kanada (CAN)                                               | 0                                                          | 2                                                          | 0                                                          | 2        |
| 11.                                                        | Franciaország (FRA)                                        | 0                                                          | 1                                                          | 0                                                          | 1        |
| 11.                                                        | Horvátország (CRO)                                         | 0                                                          | 1                                                          | 0                                                          | 1        |
| 11.                                                        | Kína (CHN)                                                 | 0                                                          | 1                                                          | 0                                                          | 1        |
| 11.                                                        | Olaszország (ITA)                                          | 0                                                          | 1                                                          | 0                                                          | 1        |
|                                                            |                                                            |                                                            |                                                            |                                                            |          |
| 15.                                                        | Görögország (GRE)                                          | 0                                                          | 0                                                          | 1                                                          | 1        |
| 15.                                                        | Hollandia (NED)                                            | 0                                                          | 0                                                          | 1                                                          | 1        |
| 15.                                                        | Lengyelország (POL)                                        | 0                                                          | 0                                                          | 1                                                          | 1        |
| 15.                                                        | Szlovénia (SLO)                                            | 0                                                          | 0                                                          | 1                                                          | 1        |
|                                                            |                                                            |                                                            |                                                            |                                                            |          |
| Összesen                                                   | Összesen                                                   | 14                                                         | 14                                                         | 14                                                         | 42       |

## Férfi

### Éremtáblázat
| A 2012. évi nyári olimpiai játékok éremtáblázata férfi evezésben | A 2012. évi nyári olimpiai játékok éremtáblázata férfi evezésben | A 2012. évi nyári olimpiai játékok éremtáblázata férfi evezésben | A 2012. évi nyári olimpiai játékok éremtáblázata férfi evezésben | A 2012. évi nyári olimpiai játékok éremtáblázata férfi evezésben | Olimpia  |
| ---------------------------------------------------------------- | ---------------------------------------------------------------- | ---------------------------------------------------------------- | ---------------------------------------------------------------- | ---------------------------------------------------------------- | -------- |
|                                                                  | Ország                                                           | Arany                                                            | Ezüst                                                            | Bronz                                                            | Összesen |
| 1.                                                               | Új-Zéland (NZL)                                                  | 3                                                                | 0                                                                | 1                                                                | 4        |
| 2.                                                               | Németország (GER)                                                | 2                                                                | 0                                                                | 0                                                                | 2        |
| 3.                                                               | Nagy-Britannia (GBR)                                             | 1                                                                | 2                                                                | 3                                                                | 6        |
| 4.                                                               | Dánia (DEN)                                                      | 1                                                                | 0                                                                | 1                                                                | 2        |
| 5.                                                               | Dél-afrikai Köztársaság (RSA)                                    | 1                                                                | 0                                                                | 0                                                                | 1        |
|                                                                  |                                                                  |                                                                  |                                                                  |                                                                  |          |
| 6.                                                               | Ausztrália (AUS)                                                 | 0                                                                | 1                                                                | 1                                                                | 2        |
| 7.                                                               | Csehország (CZE)                                                 | 0                                                                | 1                                                                | 0                                                                | 1        |
| 7.                                                               | Franciaország (FRA)                                              | 0                                                                | 1                                                                | 0                                                                | 1        |
| 7.                                                               | Horvátország (CRO)                                               | 0                                                                | 1                                                                | 0                                                                | 1        |
| 7.                                                               | Kanada (CAN)                                                     | 0                                                                | 1                                                                | 0                                                                | 1        |
| 7.                                                               | Olaszország (ITA)                                                | 0                                                                | 1                                                                | 0                                                                | 1        |
|                                                                  |                                                                  |                                                                  |                                                                  |                                                                  |          |
| 11.                                                              | Egyesült Államok (USA)                                           | 0                                                                | 0                                                                | 1                                                                | 1        |
| 11.                                                              | Szlovénia (SLO)                                                  | 0                                                                | 0                                                                | 1                                                                | 1        |
|                                                                  |                                                                  |                                                                  |                                                                  |                                                                  |          |
| Összesen                                                         | Összesen                                                         | 8                                                                | 8                                                                | 8                                                                | 24       |

### Érmesek
| A 2012. évi nyári olimpiai játékok érmesei férfi evezésben | |         | |         | |         |
| Versenyszám                                                | Arany | Arany   | Ezüst | Ezüst   | Bronz | Bronz   |
| Egypárevezős                                               | Mahé Drysdale · Új-Zéland (NZL) | 6:57,82 | Ondřej Synek · Csehország (CZE) | 6:59,37 | Alan Campbell · Nagy-Britannia (GBR) | 7:03,28 |
| Kétpárevezős                                               | Új-Zéland (NZL) · Nathan Cohen · Joseph Sullivan | 6:31,67 | Olaszország (ITA) · Romano Battisti · Alessio Sartori | 6:32,80 | Szlovénia (SLO) · Iztok Čop · Luka Špik | 6:34,35 |
| Könnyűsúlyú kétpárevezős                                   | Dánia (DEN) · Mads Rasmussen · Rasmus Quist | 6:37,17 | Nagy-Britannia (GBR) · Zac Purchase · Mark Hunter | 6:37,78 | Új-Zéland (NZL) · Storm Uru · Peter Taylor | 6:40,86 |
| Kormányos nélküli kettes                                   | Új-Zéland (NZL) · Eric Murray · Hamish Bond | 6:16,65 | Franciaország (FRA) · Germain Chardin · Dorian Mortelette | 6:21,11 | Nagy-Britannia (GBR) · George Nash · William Satch | 6:21,77 |
| Négypárevezős                                              | Németország (GER) · Karl Schulze · Philipp Wende · Lauritz Schoof · Tim Grohmann                                                                                              | 5:42,48 | Horvátország (CRO) · David Šain · Martin Sinković · Damir Martin · Valent Sinković                                                                            | 5:44,78 | Ausztrália (AUS) · Chris Morgan · Karsten Forsterling · James McRae · Daniel Noonan                                                                                         | 5:45,22 |
| Kormányos nélküli négyes                                   | Nagy-Britannia (GBR) · Alex Gregory · Tom James · Pete Reed · Andrew Triggs-Hodge                                                                                             | 6:03,97 | Ausztrália (AUS) · James Chapman · Joshua Dunkley-Smith · Drew Ginn · William Lockwood                                                                        | 6:05,19 | Egyesült Államok (USA) · Charles Cole · Scott Gault · Glenn Ochal · Henrik Rummel                                                                                           | 6:07,20 |
| Könnyűsúlyú kormányos nélküli négyes                       | Dél-afrikai Köztársaság (RSA) · James Thompson · Matthew Brittain · John Smith · Sizwe Ndlovu                                                                                 | 6:02,84 | Nagy-Britannia (GBR) · Peter Chambers · Rob Williams · Richard Chambers · Chris Bartley                                                                       | 6:03,09 | Dánia (DEN) · Kasper Winther · Morten Jørgensen · Jacob Barsoe · Eskild Ebbesen                                                                                             | 6:03,16 |
| Nyolcas                                                    | Németország (GER) · Filip Adamski · Andreas Kuffner · Eric Johannesen · Maximilian Reinelt · Richard Schmidt · Lukas Müller · Florian Mennigen · Kristof Wilke · Martin Sauer | 5:48,75 | Kanada (CAN) · Gabriel Bergen · Douglas Csima · Robert Gibson · Conlin McCabe · Malcolm Howard · Andrew Byrnes · Jeremiah Brown · Will Crothers · Brian Price | 5:49,98 | Nagy-Britannia (GBR) · Alex Partridge · James Foad · Tom Ransley · Richard Egington · Mohamed Sbihi · Greg Searle · Matthew Langridge · Constantine Louloudis · Phelan Hill | 5:51,18 |

## Női

### Éremtáblázat
| A 2012. évi nyári olimpiai játékok éremtáblázata női evezésben | A 2012. évi nyári olimpiai játékok éremtáblázata női evezésben | A 2012. évi nyári olimpiai játékok éremtáblázata női evezésben | A 2012. évi nyári olimpiai játékok éremtáblázata női evezésben | A 2012. évi nyári olimpiai játékok éremtáblázata női evezésben | Olimpia  |
| -------------------------------------------------------------- | -------------------------------------------------------------- | -------------------------------------------------------------- | -------------------------------------------------------------- | -------------------------------------------------------------- | -------- |
|                                                                | Ország                                                         | Arany                                                          | Ezüst                                                          | Bronz                                                          | Összesen |
| 1.                                                             | Nagy-Britannia (GBR)                                           | 3                                                              | 0                                                              | 0                                                              | 3        |
| 2.                                                             | Egyesült Államok (USA)                                         | 1                                                              | 0                                                              | 1                                                              | 2        |
| 3.                                                             | Csehország (CZE)                                               | 1                                                              | 0                                                              | 0                                                              | 1        |
| 3.                                                             | Ukrajna (UKR)                                                  | 1                                                              | 0                                                              | 0                                                              | 1        |
|                                                                |                                                                |                                                                |                                                                |                                                                |          |
| 5.                                                             | Ausztrália (AUS)                                               | 0                                                              | 2                                                              | 1                                                              | 3        |
| 6.                                                             | Dánia (DEN)                                                    | 0                                                              | 1                                                              | 0                                                              | 1        |
| 6.                                                             | Kanada (CAN)                                                   | 0                                                              | 1                                                              | 0                                                              | 1        |
| 6.                                                             | Kína (CHN)                                                     | 0                                                              | 1                                                              | 0                                                              | 1        |
| 6.                                                             | Németország (GER)                                              | 0                                                              | 1                                                              | 0                                                              | 1        |
|                                                                |                                                                |                                                                |                                                                |                                                                |          |
| 10.                                                            | Görögország (GRE)                                              | 0                                                              | 0                                                              | 1                                                              | 1        |
| 10.                                                            | Hollandia (NED)                                                | 0                                                              | 0                                                              | 1                                                              | 1        |
| 10.                                                            | Lengyelország (POL)                                            | 0                                                              | 0                                                              | 1                                                              | 1        |
| 10.                                                            | Új-Zéland (NZL)                                                | 0                                                              | 0                                                              | 1                                                              | 1        |
|                                                                |                                                                |                                                                |                                                                |                                                                |          |
| Összesen                                                       | Összesen                                                       | 6                                                              | 6                                                              | 6                                                              | 18       |

### Érmesek
| A 2012. évi nyári olimpiai játékok érmesei női evezésben | |         | |         | |         |
| Versenyszám                                              | Arany | Arany   | Ezüst | Ezüst   | Bronz | Bronz   |
| Egypárevezős                                             | Miroslava Knapková · Csehország (CZE) | 7:54,37 | Fie Udby Erichsen · Dánia (DEN) | 7:57,72 | Kim Crow · Ausztrália (AUS) | 7:58,04 |
| Kétpárevezős                                             | Nagy-Britannia (GBR) · Anna Watkins · Katherine Grainger | 6:55,82 | Ausztrália (AUS) · Kim Crow · Brooke Pratley | 6:58,55 | Lengyelország (POL) · Magdalena Fularczyk · Julia Michalska | 7:07,92 |
| Könnyűsúlyú kétpárevezős                                 | Nagy-Britannia (GBR) · Katherine Copeland · Sophie Hosking | 7:09,30 | Kína (CHN) · Hszü Tung-hsziang (Xu Dongxiang) · Huang Ven-ji (Huang Wenyi) | 7:11,93 | Görögország (GRE) · Hrisztína Jazidzídu · Alexándra Ciávu | 7:12,09 |
| Kormányos nélküli kettes                                 | Nagy-Britannia (GBR) · Helen Glover · Heather Stanning | 7:27,13 | Ausztrália (AUS) · Kate Hornsey · Sarah Tait | 7:29,86 | Új-Zéland (NZL) · Juliette Haigh · Rebecca Scown | 7:30,19 |
| Négypárevezős                                            | Ukrajna (UKR) · Katerina Taraszenko · Natalija Dovhogyko · Anasztaszija Kozsenkova · Jana Dementyjeva                                                                     | 6:35,93 | Németország (GER) · Annekatrin Thiele · Carina Bär · Julia Richter · Britta Oppelt | 6:38,09 | Egyesült Államok (USA) · Natalie Dell · Kara Kohler · Megan Kalmoe · Adrienne Martelli | 6:40,63 |
| Nyolcas                                                  | Egyesült Államok (USA) · Erin Cafaro · Francia Zsuzsanna · Esther Lofgren · Taylor Ritzel · Meghan Musnicki · Eleanor Logan · Caroline Lind · Caryn Davies · Mary Whipple | 6:10,59 | Kanada (CAN) · Janine Hanson · Rachelle Viinberg · Krista Guloien · Lauren Wilkinson · Natalie Mastracci · Ashley Brzozowicz · Darcy Marquardt · Andréanne Morin · Lesley Thompson-Willie | 6:12,06 | Hollandia (NED) · Jacobine Veenhoven · Nienke Kingma · Chantal Achterberg · Sytske de Groot · Roline Repelaer van Driel · Claudia Belderbos · Carline Bouw · Annemiek de Haan · Anne Schellekens | 6:13,12 |